# Roveredo di Gua
Roveredo di Gua (velenceiül Roveredo de Guà) település Olaszországban, Veneto régióban, Verona megyében. Lakosainak száma 1638 fő (2023. január 1.). Roveredo di Gua Montagnana, Poiana Maggiore, Pressana és Cologna Veneta községekkel határos.

## Népesség
A település népességének változása:
| Lakosok száma | 1575 | 1597 | 1638 |
|               | 2017 | 2018 | 2023 |